# 第45回ブルーリボン賞 (鉄道)

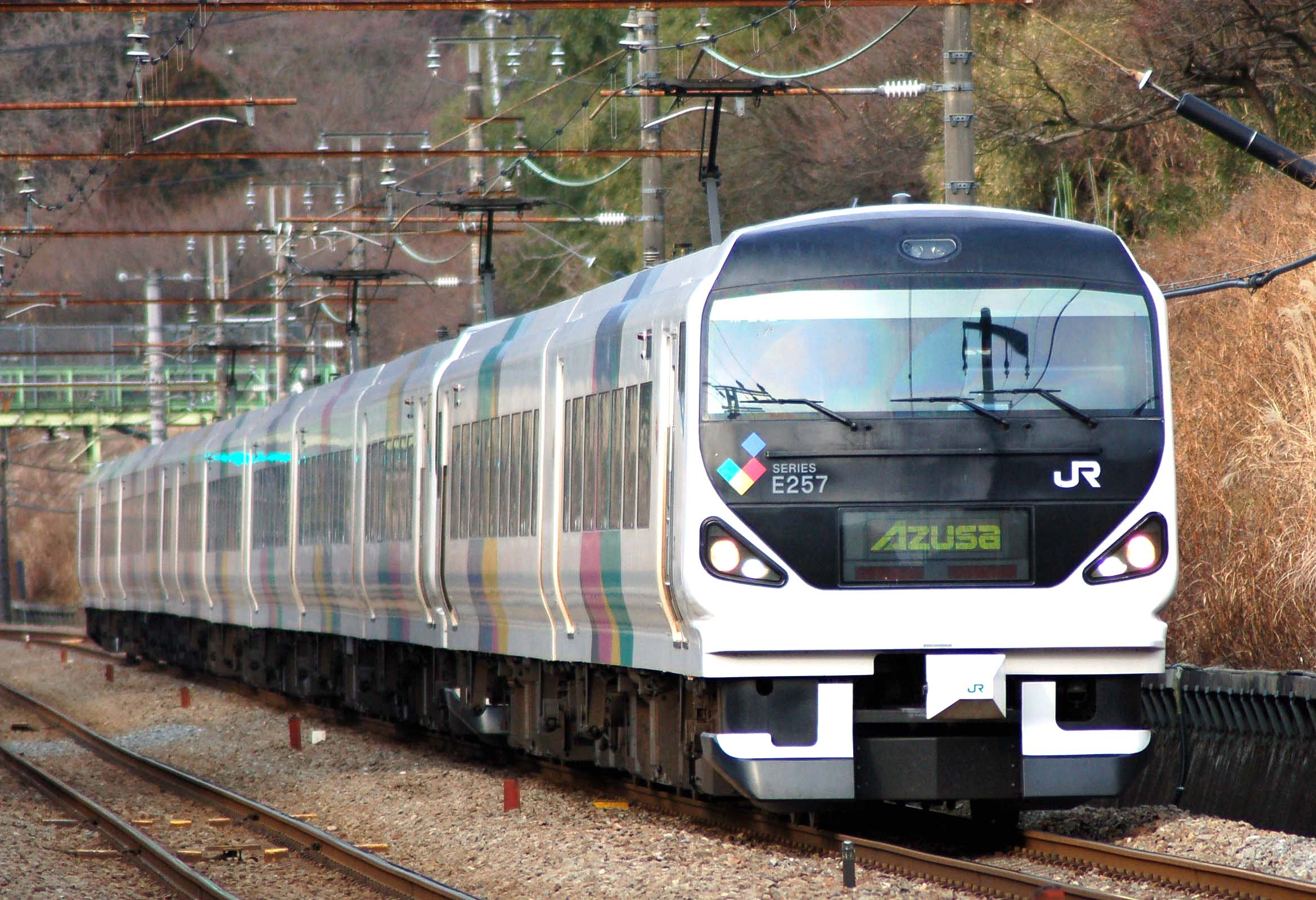
第45回ブルーリボン賞
JR東日本E257系

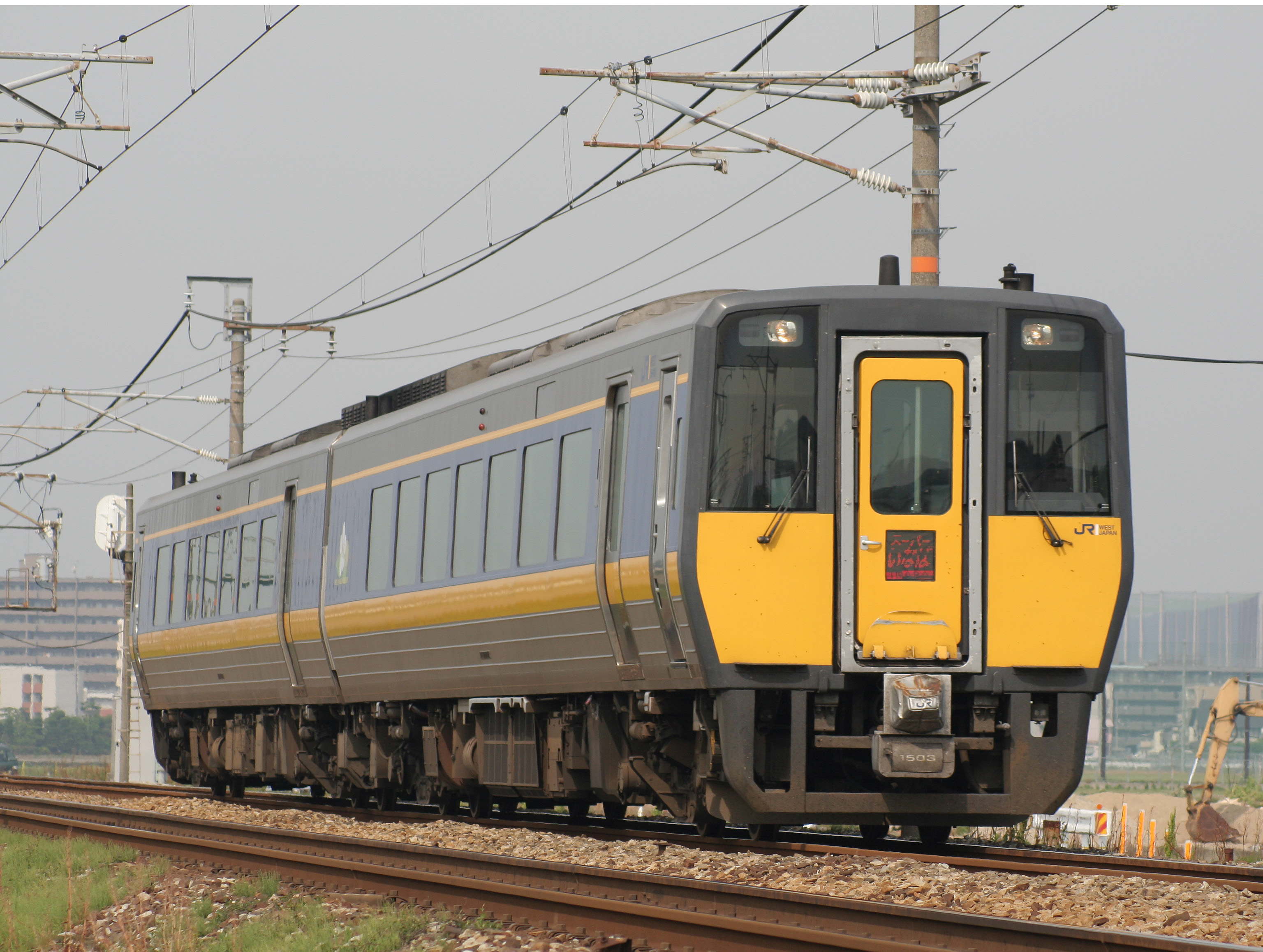
第42回ローレル賞
JR西日本キハ187系

第45回ブルーリボン賞（だい45かいぶるーりぼんしょう）は、2002年に鉄道友の会が選定したブルーリボン賞である。本項では、第42回ローレル賞（だい42かいろーれるしょう）についても併せて記す。

## 概要
日本国内で使用する鉄道・軌道車両のうち、2001年1月1日から12月31日までの間に日本国内で営業運転に就いた新形式車両またはそれとみなせる車両で、候補車両決定の時点で現に営業をしていることを概ねの要件とする選定候補車両29車種のなかから、ブルーリボン賞・ローレル賞各1形式が選定された。

## 選定車両

### ブルーリボン賞
- 東日本旅客鉄道 E257系電車
  - 有効投票数4016票のうち最高得票の662票により選定。

### ローレル賞
- 西日本旅客鉄道 キハ187系気動車
  - メカニズム面、運用面および接客面を評価し選定。

## 候補車両
鉄道友の会ブルーリボン賞・ローレル賞選考委員会が候補車両とした29車種。
| 会社名                     | 車両形式                                                                  |
| -------------------------- | ------------------------------------------------------------------------- |
| 北海道旅客鉄道             | ハテ8000形客車                                                            |
| 秋田内陸縦貫鉄道           | AN-2000形気動車                                                           |
| 埼玉高速鉄道               | 2000系電車                                                                |
| 京葉臨海鉄道               | KD60形                                                                    |
| 舞浜リゾートライン         | Type X                                                                    |
| 東日本旅客鉄道             | E2系1000番台新幹線電車 201系「四季彩」 E257系電車 485系「きらきらうえつ」 |
| 日本貨物鉄道               | コキ110形貨車                                                             |
| 日本貨物鉄道・鹿島臨海鉄道 | コキ200形貨車・コキ2000形貨車                                             |
| 京王電鉄                   | 9000系電車                                                                |
| 東京都交通局               | 40形電車                                                                  |
| 大井川鐵道                 | スロフ300形316客車                                                        |
| 天竜浜名湖鉄道             | TH2000形気動車                                                            |
| 京福電気鉄道               | モボ2001形電車                                                            |
| 西日本旅客鉄道             | 683系電車 キハ126系気動車 キハ187系気動車                                 |
| 大阪高速鉄道               | 2000系電車                                                                |
| 京阪電気鉄道               | 1形客車                                                                   |
| 阪神電気鉄道               | 9300系電車                                                                |
| 神戸市交通局               | 5000形電車                                                                |
| 若桜鉄道                   | WT3300形気動車                                                            |
| 伊予鉄道                   | D-1形ディーゼル機関車・ハ-1形ハ-31形客車                                  |
| 九州旅客鉄道               | 817系電車                                                                 |
| 西日本鉄道                 | 7000形電車                                                                |
| 甘木鉄道                   | AR300形気動車・AR400形気動車                                              |
| 帆柱ケーブル               | 1号「かなた」2号「はるか」客車                                            |